# You Ain't Seen Nothing Yet
You Ain't Seen Nothing Yet är en rocklåt av den kanadensiska musikgruppen Bachman-Turner Overdrive. Låten skrevs av gruppmedlemmen Randy Bachman och medtogs på albumet Not Fragile 1974. Den utgavs dessutom som singel och blev med bland annat en förstaplacering i USA och andraplacering i Storbritannien deras största och kändaste hitlåt.
Bachman har senare berättat att låten i själva verket spelats in som ett skämt, tillägnat hans stammande bror Gary. Gitarrmelodin bygger på Dave Masons låt "Only You Know and I Know". När Charlie Fach som arbetade på gruppens dåvarande skivbolag Mercury Records lyssnat på de låtar gruppen spelat in till det kommande albumet tyckte han att något saknades. Fach menade att ingen av låtarna hade hitpotential. Randy Bachman berättade då att de hade "den här skämtlåten" som ingen skulle höra, och spelade upp den. Fach blev genast imponerad och ville ha med låten på albumet. Randy Bachman gick efter visst övervägande med på det. När det kom på tal att ge ut den som singel vägrade Bachman först då han fann den "dum", men konstaterade senare att "många av mina favoritlåtar är dumma" och gav efter.

## Listplaceringar
| Lista (1974-1975) | Position              |
| ----------------- | --------------------- |
| Danmark           | 1 (DR "Top 20")       |
| Flandern          | 6                     |
| Irland            | 4                     |
| Kanada            | 1                     |
| Nederländerna     | 3                     |
| Norge             | 7                     |
| Schweiz           | 5                     |
| Storbritannien    | 2                     |
| Sverige           | XX (Kvällstoppen)     |
| USA               | 1 (Billboard Hot 100) |
| Vallonien         | 17                    |
| Västtyskland      | 1                     |
| Österrike         | 3                     |